# Wassersportmuseum Grünau
Das Wassersportmuseum Grünau (damals noch Grünauer Wassersportmuseum) wurde 1980 als Privatsammlung durch den Lehrer Werner Philipp und die Mitarbeit seiner Schüler begonnen und 1990 in Zusammenarbeit mit dem Kulturamt Köpenick und der Stiftung Stadtmuseum Berlin im Bürgerhaus Grünau eröffnet.
Aus dem 1988 gegründeten Schüler Ruderclub wurde 1991 der Förderverein des Museums. 1994 wurde die Sammlung der Stadt Berlin geschenkt, und seit 1996 sind die Stiftung Stadtmuseum und das Bezirksamt Köpenick Träger des Museums. Zehn Jahre nach Eröffnung zog das Museum auf das Regattagelände und stellte dort in zwei Ausstellungsräumen auf über 350 Quadratmetern über 200 Exponate aus.
Wegen Sanierung der Regatta-Tribüne war das Wassersportmuseum Grünau vom Oktober 2016 bis September 2024 geschlossen. Es sollte zunächst 2019 wiedereröffnet werden. Die Wiedereröffnung des Wassersportmuseum Grünau fand am 6. September 2024 statt.
Fokus der Ausstellung WASSER SPORT GRÜNAU liegt auf der Geschichte des Wassersports von Berlin und Umgebung. Die Ausstellung erzählt von der Regattastrecke Grünau als Sportstätte und Ausflugsziel im Kaiserreich, während des Nationalsozialismus, in der DDR und heute. Sie zeigt, wie sich im Laufe der Jahrzehnte Bootstechniken, die im Wassersport erforderlichen Körpertechniken und Wassersportvereine entwickelten. Zu den Exponaten zählen unter anderem historischen Rennboote und Kanus, Vereinsfahnen, Pokale, Medaillen und Zeitungsartikel. In der Ausstellung wird nicht nur Orts- und Zeitgeschichte erzählt, sondern auch die Verflechtung von Sport und Gesellschaft dokumentiert. Aktuelle Themen rund um Sport und Erinnerung sind ebenso Teil des Museumskonzeptes.

## Bilder

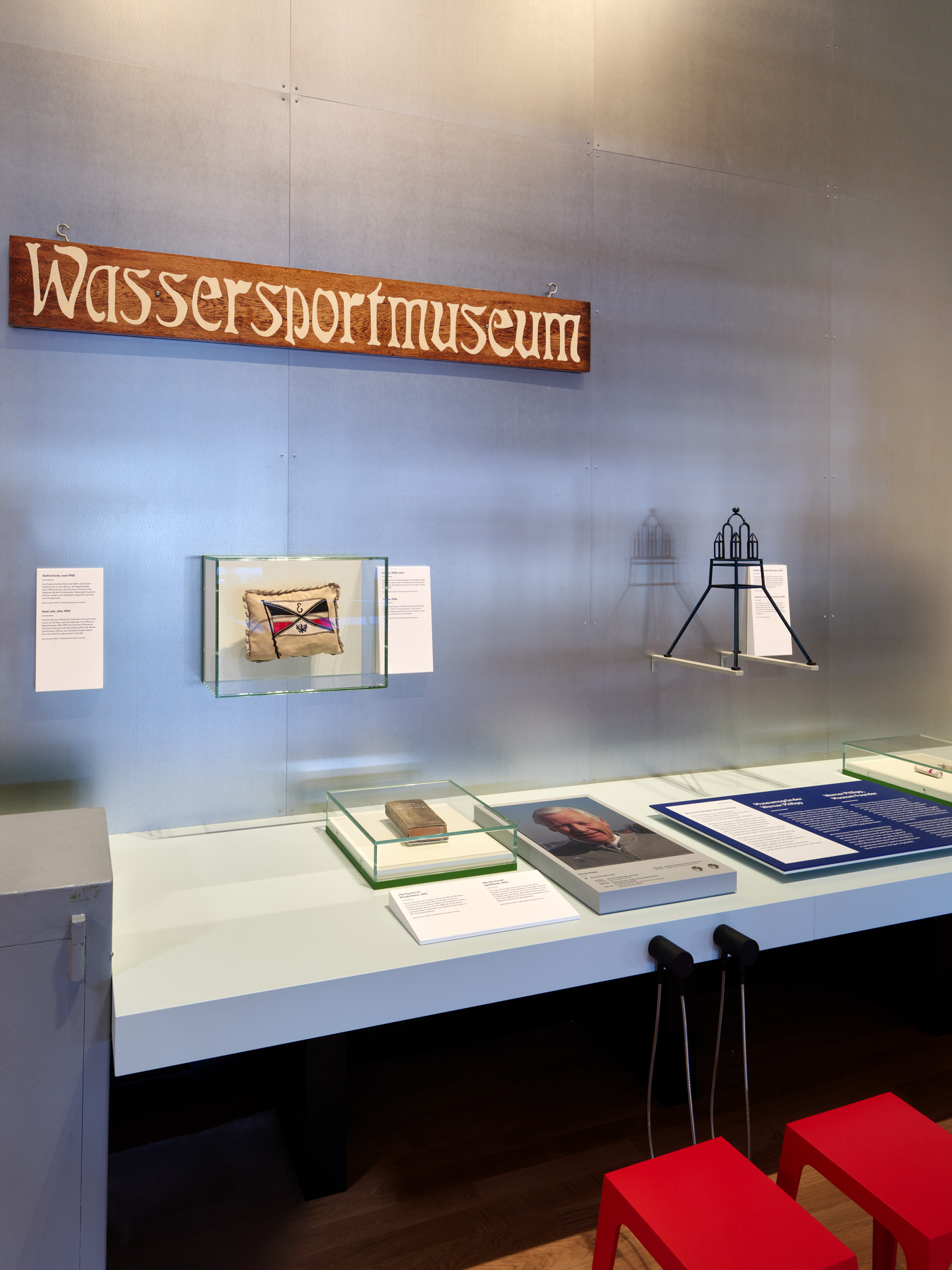
Ausstellungsbereich Menschen
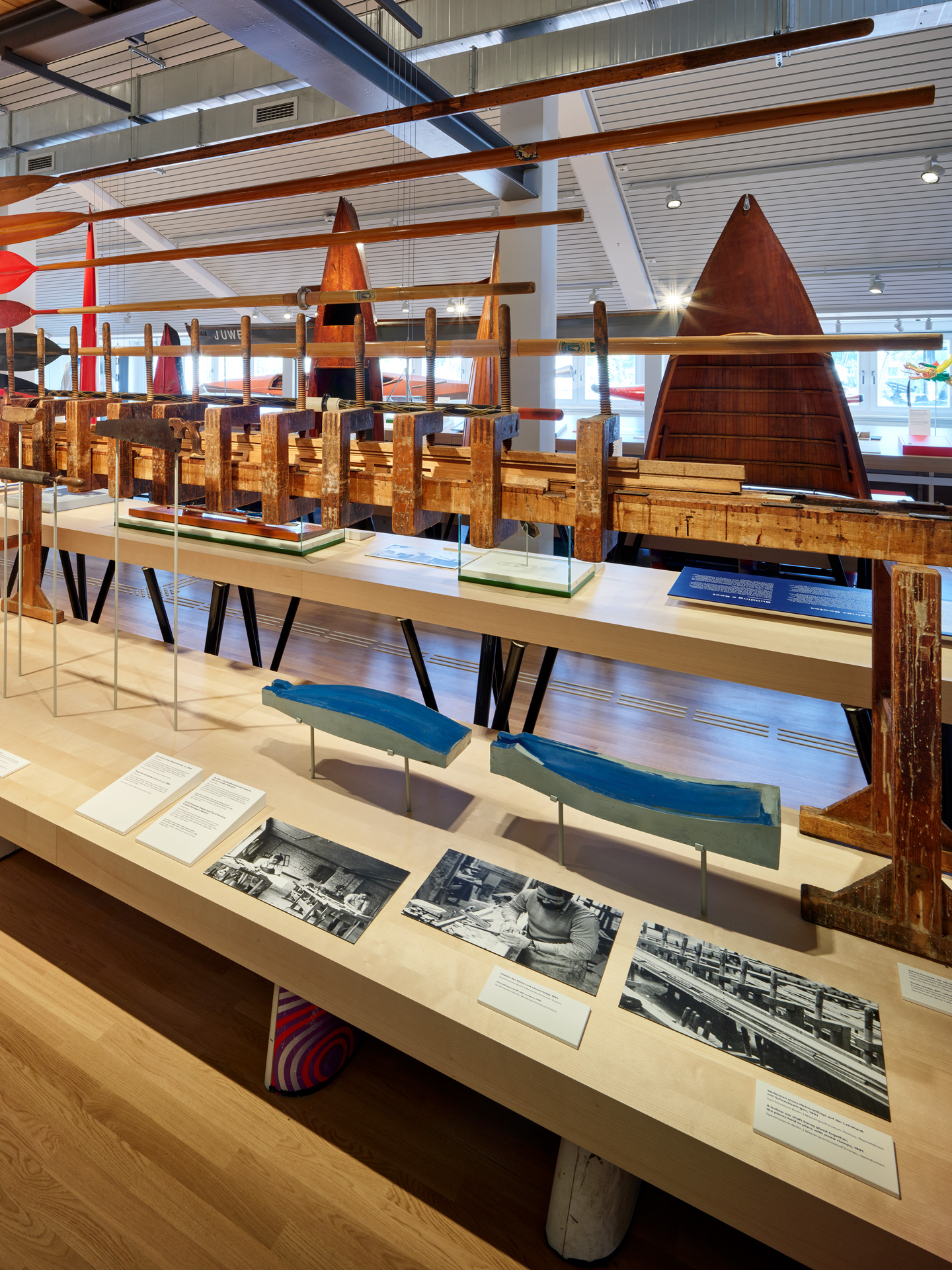
Ausstellungsbereich Technik
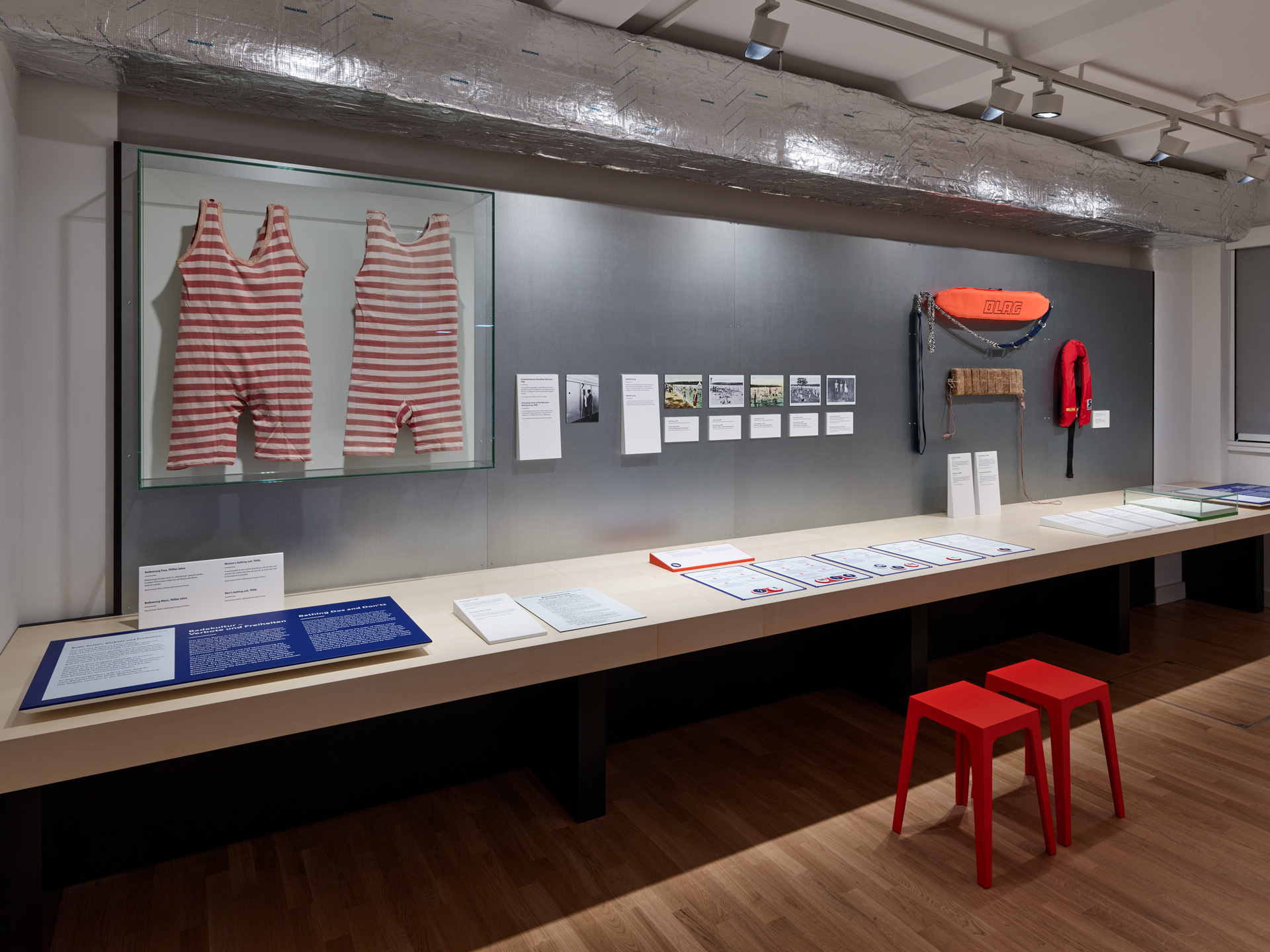
Ausstellungsbereich Natur

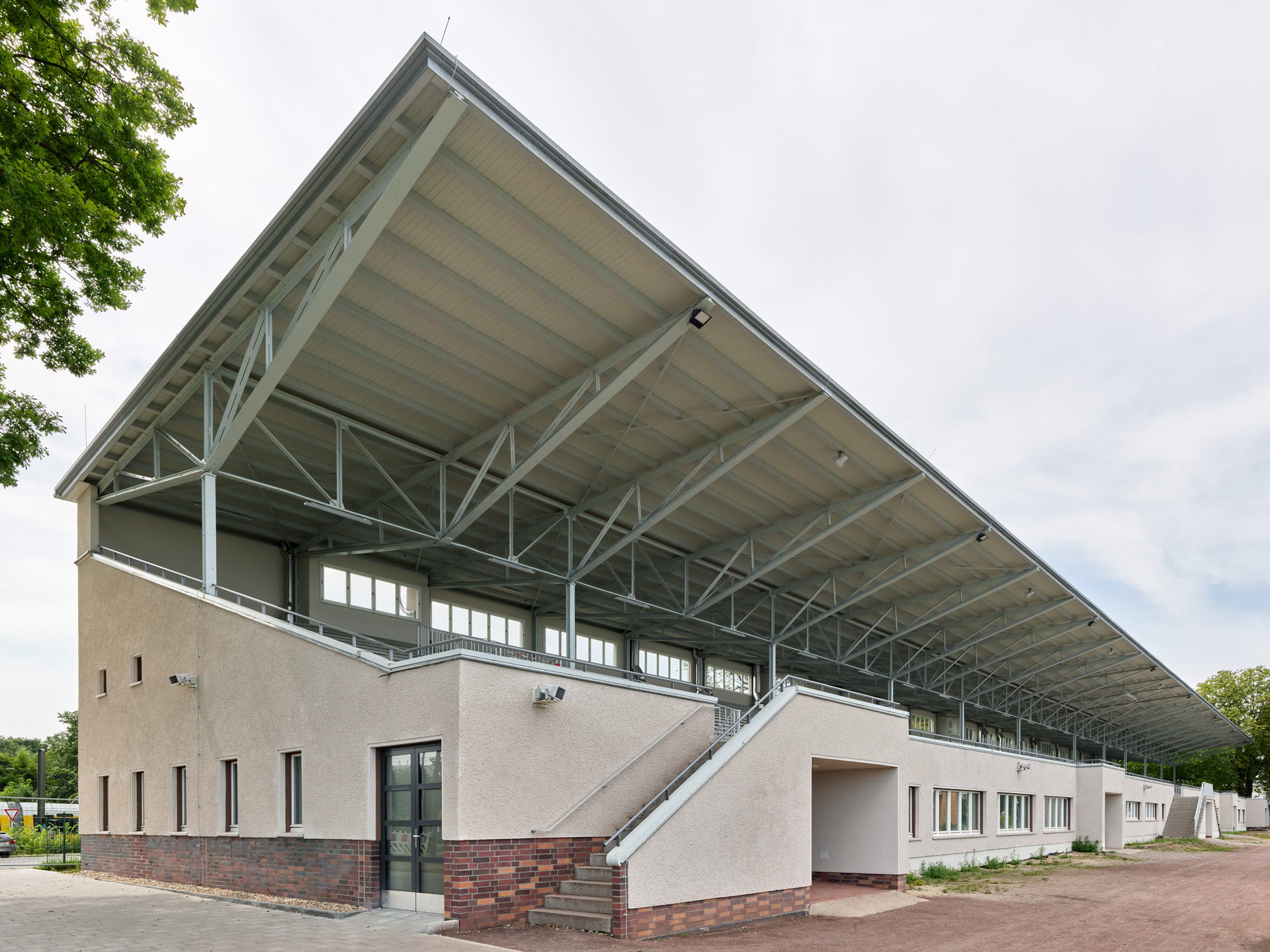
Regatta Tribünengebäude
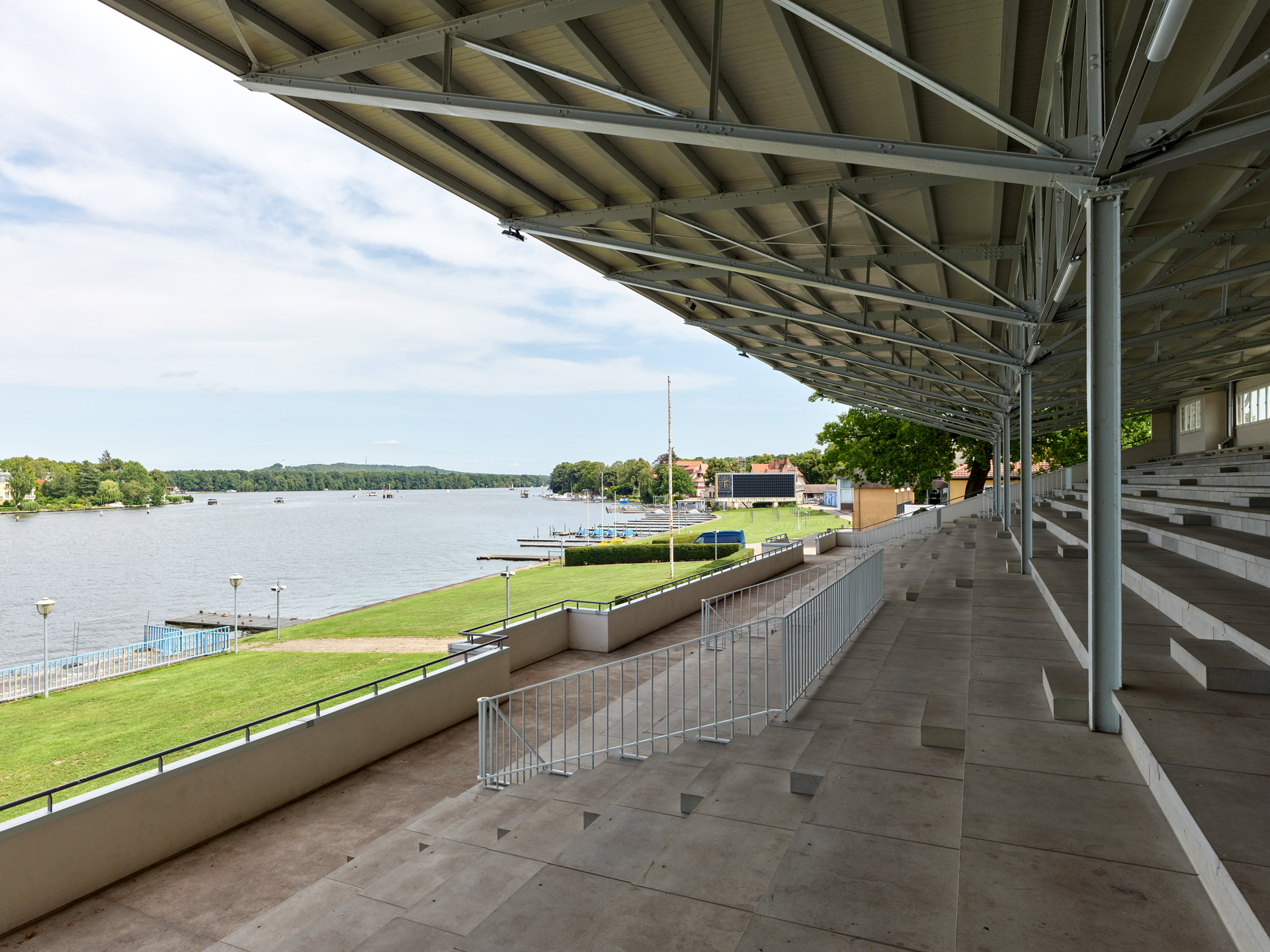
Regatta Tribünengebäude
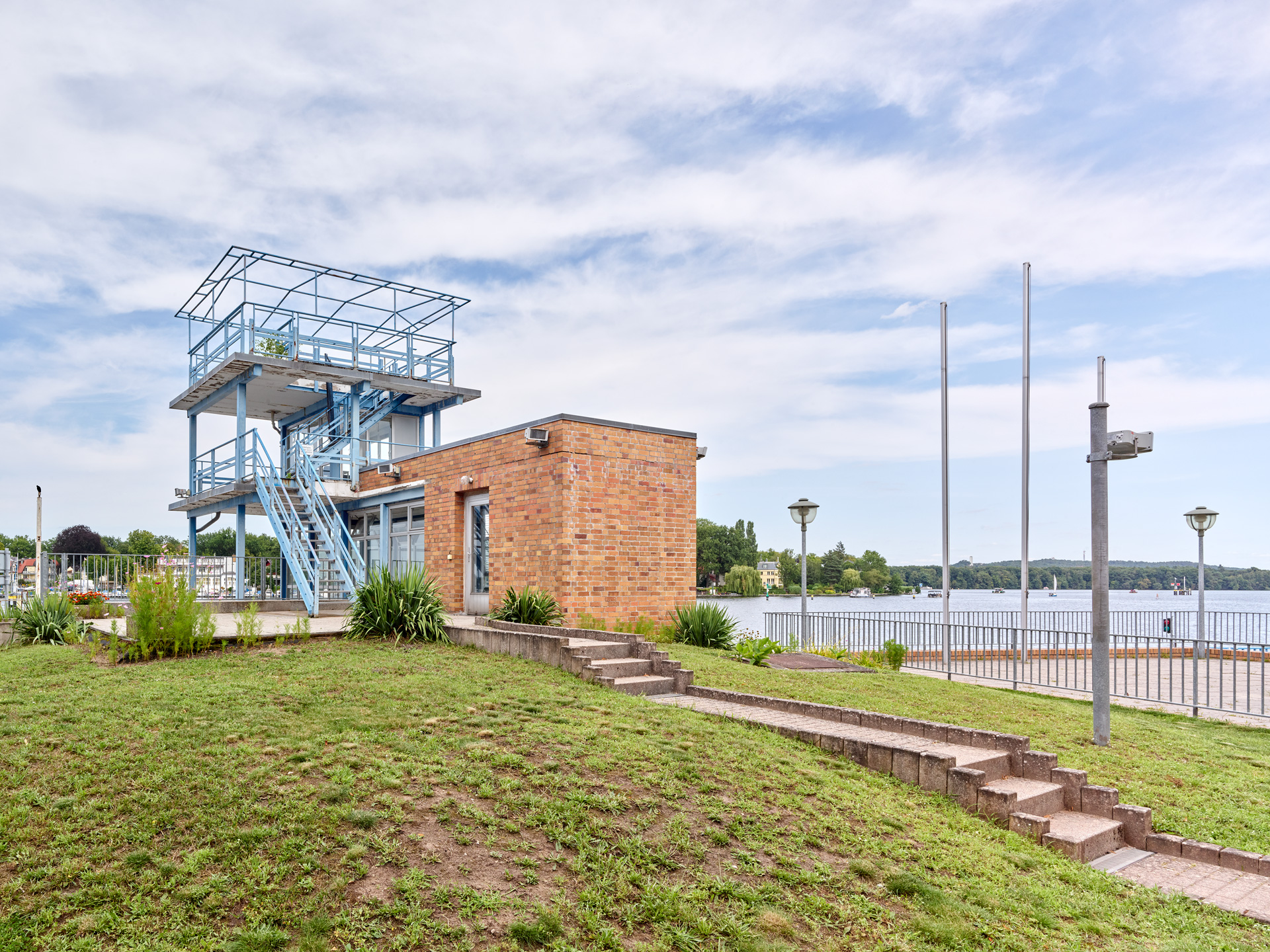
Turm am Regattastreckenziel
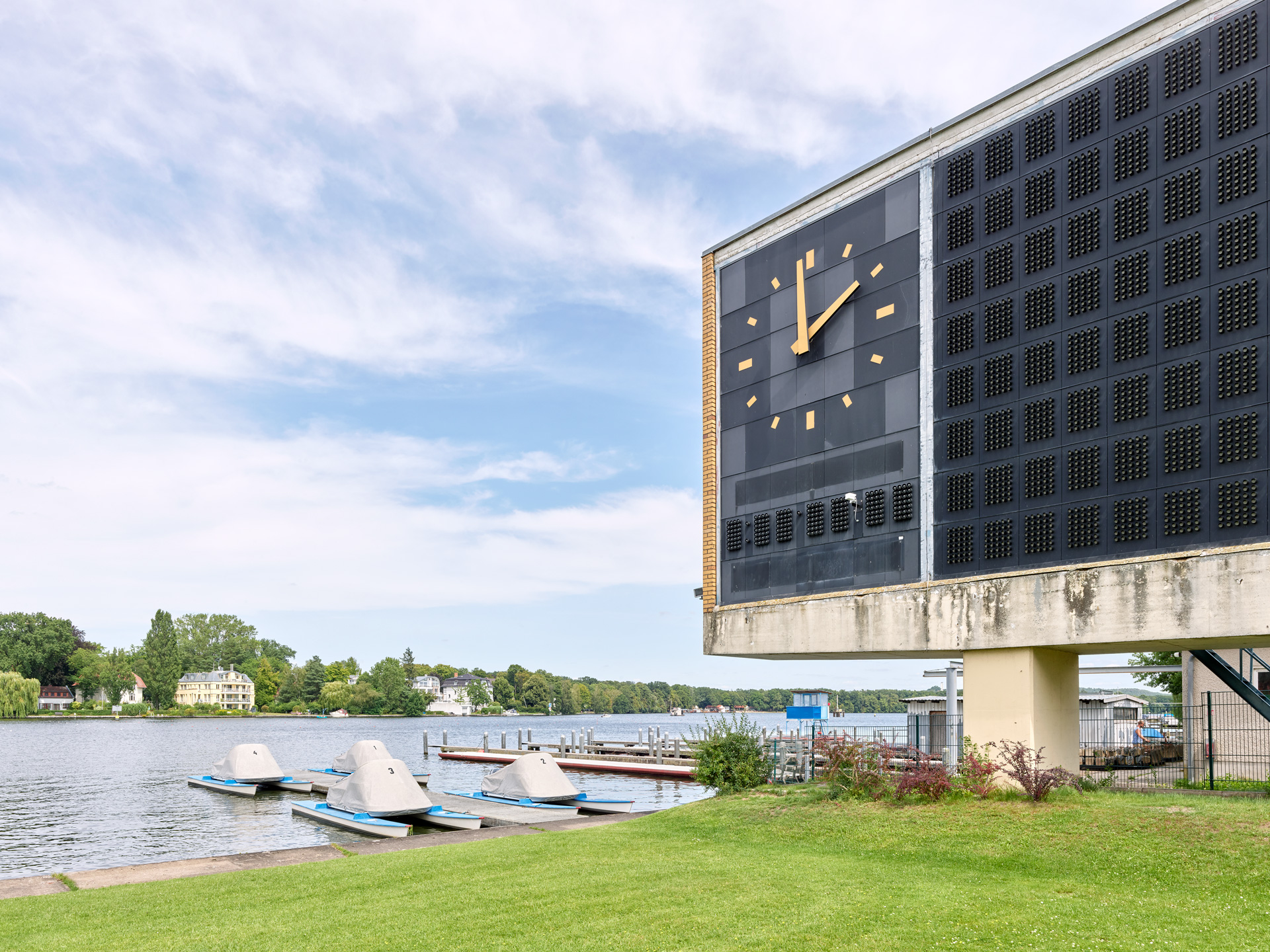
Anzeigetafel
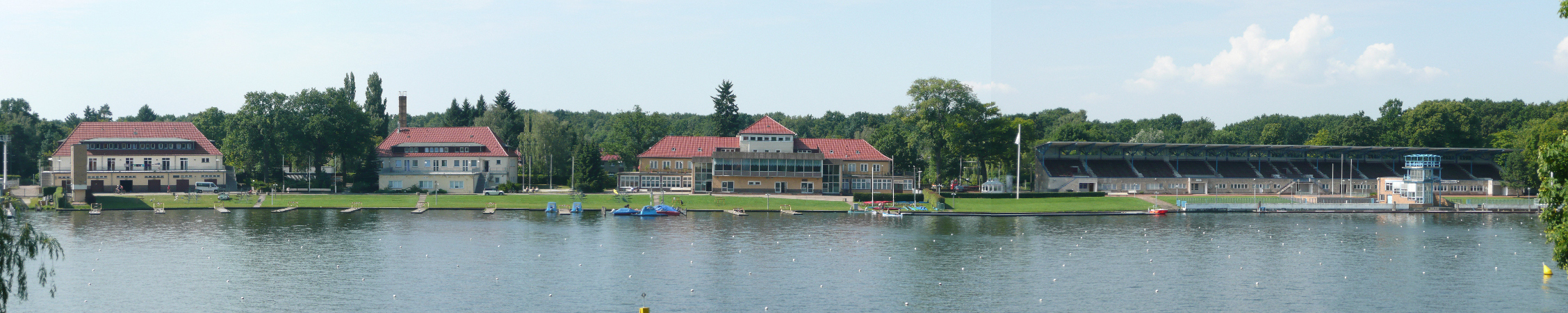
Regatta Tribünengebäude vom Wasser aus gesehen (2010)